# جان شيبرد
جان شيبرد (بالإنجليزية: Jean Shepard)‏ هي مغنية ومغنية مؤلفة وموسيقية أمريكية، ولدت في 21 نوفمبر 1933 في بولس فالي في الولايات المتحدة، وتوفيت في 25 سبتمبر 2016 في هيندرسونفيل في الولايات المتحدة بسبب مرض باركنسون.

## وصلات خارجية
- الموقع الرسمي
- جان شيبرد على موقع IMDb (الإنجليزية)
- جان شيبرد على موقع ميوزك برينز (الإنجليزية)
- جان شيبرد على موقع إن إن دي بي (الإنجليزية)
- جان شيبرد على موقع أول ميوزيك (الإنجليزية)
- جان شيبرد على موقع ديسكوغز (الإنجليزية)